# Ròtova
Ròtova (spanisch Rótova) ist ein Dorf in der Region Valencia in Spanien.

## Lage
Ròtova liegt in der Comarca Safor, ca. 80,5 km südlich von Valencia und 9,7 km von Gandia entfernt.

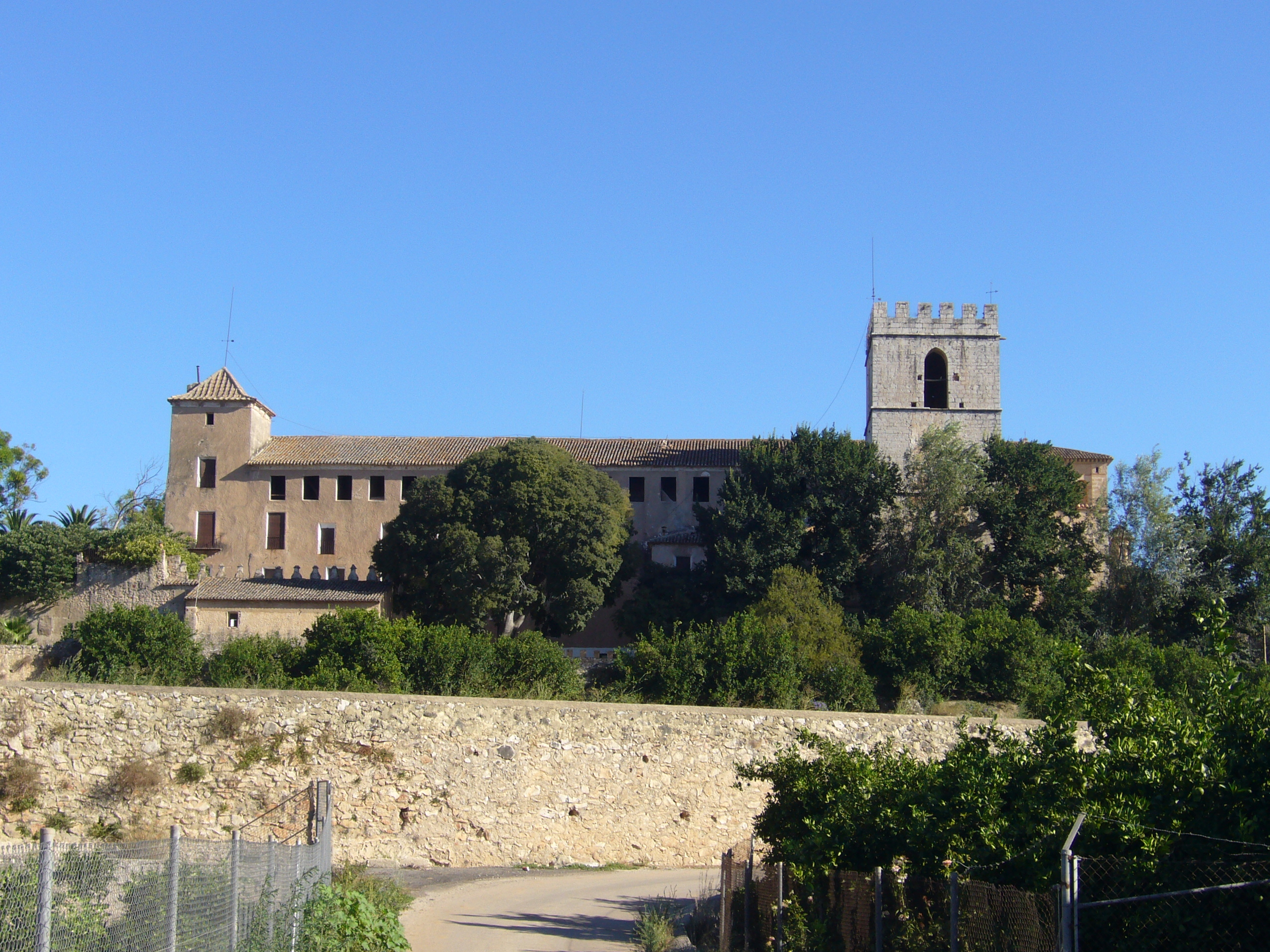
Kloster Sant Jeroni de Cotalba

## Sehenswürdigkeiten
- Kloster Sant Jeroni de Cotalba
- Route der Klöster von Valencia